# Coelioxys costaricensis
Coelioxys costaricensis är en biart som beskrevs av Cockerell 1914. Coelioxys costaricensis ingår i släktet kägelbin, och familjen buksamlarbin. Inga underarter finns listade i Catalogue of Life.